# Joëlbruggerita
La joëlbruggerita és un mineral de la classe dels fosfats que pertany al grup de la dugganita. Rep el seu nom de Joël Brugger (1967-), mineralogista suís-australià, per les seves contribucions a la mineralogia.

## Característiques
La joëlbruggerita és un arsenat de fórmula química Pb₃Zn₃Sb⁵⁺As₂O₁₃(OH). Va ser aprovada com a espècie vàlida per l'Associació Mineralògica Internacional l'any 2008. Cristal·litza en el sistema trigonal. Es troba com a cristalls en forma de barril, o bé prismàtics gruixuts hexagonals, de fins aproximadament 50 micres. La seva duresa a l'escala de Mohs és 3. És un mineral isostructural amb la dugganita i la kuksita.
Segons la classificació de Nickel-Strunz, la joëlbruggerita pertany a «08.BO: Fosfats, etc. amb anions addicionals, sense H₂O, només amb cations de mida gran, (OH, etc.):RO₄ sobre 1:1» juntament amb els següents minerals: nacafita, preisingerita, petitjeanita, schumacherita, atelestita, hechtsbergita, smrkovecita, kombatita, sahlinita, heneuïta, nefedovita, kuznetsovita, artsmithita i schlegelita.

## Formació i jaciments
Va ser descoberta a la mina Black Pine, que es troba a la serralada John Long, al districte de Philipsburg, al comtat de Granite (Montana, Estats Units), on sol trobar-se associada a la mimetita. Es tracta de l'únic indret on ha estat trobada aquesta espècie mineral.